# Murder on the Dancefloor
"Murder on the Dancefloor" é uma canção gravada pela artista musical britânica Sophie Ellis-Bextor para seu álbum de estreia Read My Lips (2001). Lançada em 3 de dezembro de 2001 como segundo single do álbum - sucedendo a "Take Me Home" -, foi composta por Ellix-Bextor e Gregg Alexander, sendo produzida pelo último junto de Matt. 

Logo a seguir a ter sido lançada, a música chegou ao número 2 no UK Singles Chart e permaneceu nessa parada por 23 semanas. Tornou-se um sucesso top 10, mas não nos Estados Unidos, onde a música não foi publicada como um single físico. Ainda hoje, "Murder on The Dancefloor" é o maior sucesso de Ellis-Bextor.

## Antecedentes e lançamento
O single seguinte a "Take Me Home" foi originalmente planejado para ser "Lover", uma faixa do álbum Read My Lips, como observado nos adesivos da primeira edição do álbum e anunciado pela gravadora, mas por razões desconhecidas o lançamento foi cancelado e substituído por "Murder on the Dancefloor".
Em janeiro de 2019, uma versão orquestral regravada foi lançada como o terceiro single da coletânea de sucessos de Ellis-Bextor, The Song Diaries.

### Outras versões
Uma versão chinesa gravada pela cantora de Hong Kong Kelly Chen, intitulada "最愛你的是我", foi lançadaem 2003, tendo sido incluída em seu álbum "心口不一".

## Recepção

### Recepção crítica
A música é considerada uma das favoritas dos fãs de Ellis-Bextor.[carece de fontes?]

### Desempenho comercial
Internacionalmente, a canção é o maior sucesso de Ellis-Bextor. Foi um sucesso na Austrália, chegando ao número 3, ficando entre os 50 primeiros postos por vinte semanas, recebendo uma certificação de Platina pela ARIA e se tornando o décimo primeiro single mais vendido de 2002 naquele país.

## Vídeo musical
O videoclipe foi dirigido por Sophie Muller e centra-se em torno de uma competição de dança. O prêmio do vencedor consiste em um par de sapatos dourados de salto alto e uma quantia substancial de dinheiro. Desesperada para vencer, Ellis-Bextor começa a ofender e desqualificar sorrateiramente a maioria dos outros dançarinos. Ela faz com que alguém escorregue na manteiga, antes de tropeçar em outro, que a vê fazê-lo e com raiva aponta para ela sem sucesso. Em seguida, ela maliciosamente envenena um trio de potenciais rivais, cravando um soco durante um período de descanso e, em seguida, amarra as roupas de uma concorrente, fazendo com que ela fuja. Ela finalmente enquadra um dançarino do sexo masculino para trair sua parceira, plantando um fio-dental em sua pessoa; Isso resulta em sua parceira batendo nele e saindo da pista de dança.
Ellis-Bextor então volta sua atenção para o trio de jurados. Ao usar o que parece ser clorofórmio, ela incapacita a única jurada do sexo feminino no painel. Uma vez que a competição é para os quatro casais finais, Ellis-Bextor percebe que o jurado principal (interpretado por Colin Stinton) tem um ponto fraco para mulheres bonitas. Usando isso em sua vantagem, Ellis-Bextor se aproxima dele quando ele está sozinho na mesa de julgamento e o seduz. Apaixonado, o jurado principal consegue persuadir o jurado a declarar Ellis-Bextor vencedora, muito para a desaprovação de seus colegas bailarinos.
O vídeo conclui com os outros dançarinos aplaudindo de má vontade (antes de abandonar prontamente) Ellis-Bextor e seu parceiro de dança, enquanto ela alegremente agarra seu prêmio em dinheiro e os sapatos dourados no pódio do vencedor.

## Faixas e formatos
- CD single do Reino Unido

1. "Murder on the Dancefloor" — 3:53
2. "Never Let Me Down" — 3:46
3. "Murder on the Dancefloor" (Parky & Birchy Remix) — 7:24
4. "Murder on the Dancefloor" (vídeo musical) — 3:50

- Cassette single

1. "Murder on the Dancefloor" — 3:37
2. "Murder on the Dancefloor" (Jewels & Stone Mix Edit) – 4:52

- CD single da Alemanha

1. "Murder on the Dancefloor" (versão de rádio) — 3:37
2. "Murder on the Dancefloor" (versão estendida do álbum) — 5:32
3. "Murder on the Dancefloor" (Jewels & Stone Mix Edit) — 4:50
4. "Murder on the Dancefloor" (G-Club Vocal Mix Edit) — 5:10
5. "Murder on the Dancefloor" (Phunk Investigation Vocal Edit) — 5:07
6. "Murder on the Dancefloor" (Parky & Birchy Remix) — 7:22
7. "Murder on the Dancefloor" (Twin Murder Club Mix) — 7:11

- CD single da França

1. "Murder on the Dancefloor" (versão do álbum) — 3:57
2. "Murder on the Dancefloor" (French & Fresh Club Remix By RLS & Jeepee) — 6:20
3. "Murder on the Dancefloor" (Phunk Investigation Vocal Edit) — 5:09
4. "Murder on the Dancefloor" (Energized Mix By Guéna LG) — 5:32
5. "Murder on the Dancefloor" (G-Club Vocal Mix Edit) — 5:11

- CD single do Brasil

1. "Murder on the Dancefloor" (versão do álbum) — 3:50
2. "Murder on the Dancefloor" (versão estendida do álbum) — 5:30
3. "Murder on the Dancefloor" (G-Club Vocal Mix Edit) — 5:08
4. "Murder on the Dancefloor" (G-Club Vocal Mix) — 8:05
5. "Murder on the Dancefloor" (G-Club Dub Mix) — 6:36
6. "Murder on the Dancefloor" (Jewels & Stone Mix Edit) — 4:51
7. "Murder on the Dancefloor" (Jewels & Stone Remix) — 5:39
8. "Murder on the Dancefloor" (Phunk Investigation Vocal Edit) — 5:07
9. "Murder on the Dancefloor" (Phunk Investigation Vocal Mix) — 8:30
10. "Murder on the Dancefloor" (Parky & Birchy Remix) — 7:23
11. "Murder on the Dancefloor" (Twin Murder Club Mix) — 7:07
12. "Murder on the Dancefloor" (Danny D Remix) — 7:56

## Desempenho nas tabelas musicais
| Tabela musical (2001–2002)                  | Melhor posição |
| ------------------------------------------- | -------------- |
| Alemanha (Official German Charts)           | 11             |
| Austrália (ARIA)                            | 3              |
| Áustria (Ö3 Austria Top 40)                 | 10             |
| Bélgica (Ultratop 50 de Flandres)           | 18             |
| Bélgica (Ultratop 40 da Valônia)            | 7              |
| Brasil (ABPD)                               | 2              |
| Canadá (Nielsen SoundScan)                  | 5              |
| Dinamarca (Tracklisten)                     | 3              |
| Escócia (The Official Charts Company)       | 2              |
| Estados Unidos (Billboard Dance Club Songs) | 26             |
| Finlândia (Suomen virallinen lista)         | 15             |
| França (SNEP)                               | 5              |
| Hungria (Rádiós Top 40)                     | 2              |
| Hungria (Singles Top 40)                    | 16             |
| Irlanda (IRMA)                              | 2              |
| Itália (FIMI)                               | 5              |
| Noruega (VG-lista)                          | 2              |
| Nova Zelândia (Recorded Music NZ)           | 2              |
| Países Baixos (Dutch Top 40)                | 4              |
| Países Baixos (Single Top 100)              | 7              |
| Polônia (ZPAV)                              | 1              |
| Reino Unido (UK Singles Chart)              | 2              |
| Romênia (Romanian Top 100)                  | 26             |
| Suécia (Sverigetopplistan)                  | 8              |
| Suíça (Schweizer Hitparade)                 | 7              |

| Tabela musical (2001)                 | Posição |
| ------------------------------------- | ------- |
| Irlanda (IRMA)                        | 62      |
| Reino Unido (Official Charts Company) | 60      |

| Tabela musical (2002)                 | Posição |
| ------------------------------------- | ------- |
| Alemanha (Official German Charts)     | 69      |
| Austrália (ARIA)                      | 11      |
| Austrália (ARIA Dance)                | 3       |
| Bélgica (Ultratop de Flanders)        | 72      |
| Bélgica (Ultratop da Wallonia)        | 38      |
| França (SNEP)                         | 28      |
| Nova Zelândia (Recorded Music NZ)     | 23      |
| Países Baixos (Single Top 100)        | 38      |
| Suécia (Sverigetopplistan)            | 57      |
| Suíça (Schweizer Hitparade)           | 34      |
| Reino Unido (Official Charts Company) | 87      |

| País (Empresa)    | Certificação |
| ----------------- | ------------ |
| Austrália (ARIA)  | Platina      |
| Bélgica (BEA)     | Ouro         |
| França (SNEP)     | Ouro         |
| Reino Unido (BPI) | Ouro         |